# IFPI Ägypten
IFPI Ägypten (vollständige Bezeichnung: The Egyptian National Group of IFPI) war ein Ableger der International Federation of the Phonographic Industry in Kairo und repräsentierte bis 2018 die ägyptische Musikindustrie. Die Organisation erfasste Verkaufszahlen der im Land verkauften Alben und Singles und vergab Musikauszeichnungen.

## Verleihungsgrenzen der Tonträgerauszeichnungen
Die Verleihungsgrenzen für Alben lagen bis 2008 für nationale Alben bei 50.000 Verkäufen für eine Goldene Schallplatte und bei 100.000 verkauften Einheiten für eine Platin-Auszeichnung. 2009 wurde diese Grenze auf die Hälfte reduziert. Soweit bekannt, wurden internationale Alben durchgängig mit den vergleichsweise niedrigen Grenzen von 5.000, bzw. 10.000 Exemplaren ausgezeichnet.

### Alben
| Auszeichnung | bis 2008 | 2009 bis 2013 |
| ------------ | -------- | ------------- |
| Gold         | 50.000   | 25.000        |
| Platin       | 100.000  | 50.000        |
| 2× Platin    | 200.000  | 100.000       |
| …            |          |               |

| Auszeichnung | bis 2013 |
| ------------ | -------- |
| Gold         | 5.000    |
| Platin       | 10.000   |
| 2× Platin    | 20.000   |
| …            |          |

### Singles
Die Single-Auszeichnungen wurden in Ägypten nachweislich seit 2009 vergeben.
| Auszeichnung | 2009 bis 2013 |
| ------------ | ------------- |
| Gold         | 20.000        |
| Platin       | 40.000        |
| 2× Platin    | 80.000        |
| …            |               |